# Gerlachov (okres Poprad)
Gerlachov (německy Gerlsdorf) je obec na Slovensku v okresu Poprad vzdálená 2,5 km od Tatranské Polianky a 6 km od Starého Smokovce.
První písemná zmínka o obci pochází z roku 1326. Obec založili zlatokopové; proto jsou ve znaku obce zobrazena kladívka. Na znaku je i Gerlachovský štít – nejvyšší vrchol Vysokých Tater i celých Karpat pojmenovaný podle obce.
Nejvýznamnější historickou stavbou je věž románského kostela z 13. století. V obci též vyvěrají termální prameny.